# Yenibaşak, Solhan
Yenibaşak là một xã thuộc huyện Solhan, tỉnh Bingöl, Thổ Nhĩ Kỳ. Dân số thời điểm năm 2010 là 736 người.